# STS-119
STS-119 est une mission de la navette spatiale Discovery à destination de la station spatiale internationale. Son décollage marque le 126e vol d'une navette. Le lancement a eu lieu le 15 mars 2009 à la lueur du crépuscule.
Elle aurait dû avoir lieu fin novembre 2007 mais l'accident de la navette spatiale Columbia l'a fait reporter. 
 Sa principale mission est d'amener la poutre S6 de la station avec ses panneaux solaires.

## Équipage
- Commandant : Lee Archambault (2)  États-Unis
- Pilote : Dominic A. Antonelli (1)  États-Unis
- Spécialiste de mission 1 : John L. Phillips (3)  États-Unis
- Spécialiste de mission 2 : Steven Swanson (2)  États-Unis
- Spécialiste de mission 3 : Joseph M. Acaba (1)  États-Unis
- Spécialiste de mission 4 : Richard R. Arnold (1)  États-Unis

Uniquement à l'aller :
- Ingénieur de vol : Kōichi Wakata (3)  Japon

Uniquement au retour :
- Ingénieur de vol : Sandra Magnus (2)  États-Unis

Le chiffre entre parenthèses indique le nombre de vols spatiaux effectués par l'astronaute, STS-119 inclus.

## Paramètres de la mission
- Masse :
  - Navette au décollage : 120 859 kg
  - Navette à l'atterrissage : 91 166 kg
- Périgée : 385 km
- Apogée : 402 km
- Inclinaison : 51,6°
- Période : 91,6 min

## Charge utile
La charge utile est la dernière poutre de la Station spatiale internationale, la S6. Elle permettra grâce à ces quatre ailes solaires de produire suffisamment d'électricité pour qu'un équipage de six personnes puisse effectuer les expériences scientifiques dans les différents laboratoires. Lors du déploiement de ses panneaux solaires, la station aura alors son équipement de production d'électricité au complet. Le coût de cet assemblage est de 300 millions de dollars et il est composé de 32800 cellules photovoltaïques permettant de fournir une alimentation théorique de 32.8 kiloWatt en courant continu.

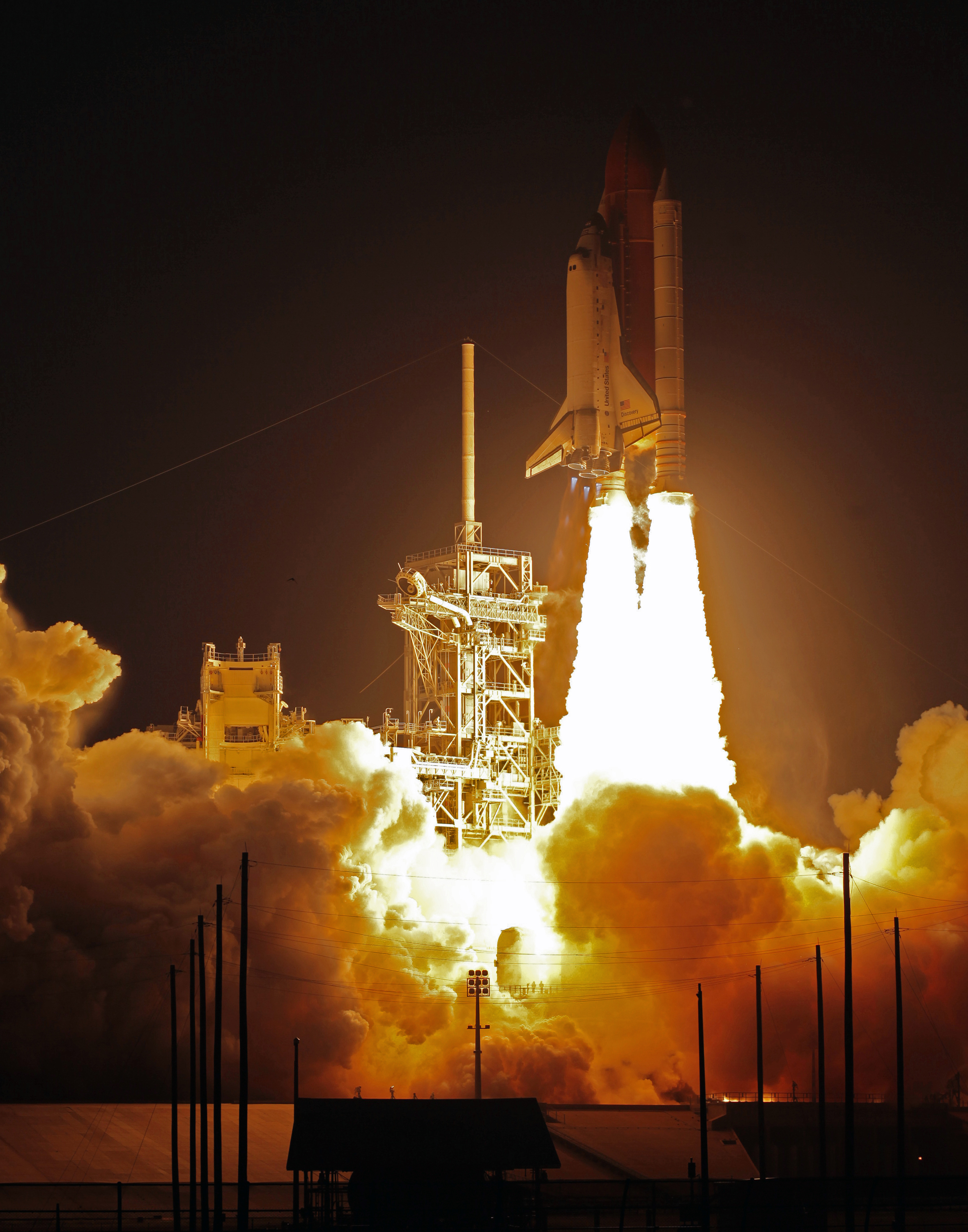
Décollage de Discovery

## Déroulement

### 17 mars (troisième jour de vol)
- Arrimage avec la station spatiale internationale à 21h20 UTC.

### 18 mars (quatrième jour de vol)
La poutre S6 est extraite de la soute de la navette spatiale Discovery et elle passera la nuit accrochée au Canadarm 2.

### 19 mars (cinquième jour de vol)
C'est à cette date qu'a lieu la première sortie extravéhiculaire (EVA 1) effectuée par les astronautes Steven Swanson et Richard Arnold. Pendant les 6 heures et 7 minutes de la sortie; ils ont notamment boulonné S6 à S5 et établi les connexions électriques et de données.

### 21 mars (septième jour de vol)
La principale activité ce jour-là est l'EVA 2 effectuée par Steven Swanson et Joseph Acaba qui a duré 6 heures et 30 minutes.

### 23 mars (neuvième jour de vol)
Ce jour-là a lieu la dernière EVA de la mission, c'est donc la troisième. Pendant 6 heures et 27 minutes, ce sont Richard Arnold et Joseph Acaba qui seront en scaphandre à l'extérieur de l'ISS.

## Galerie

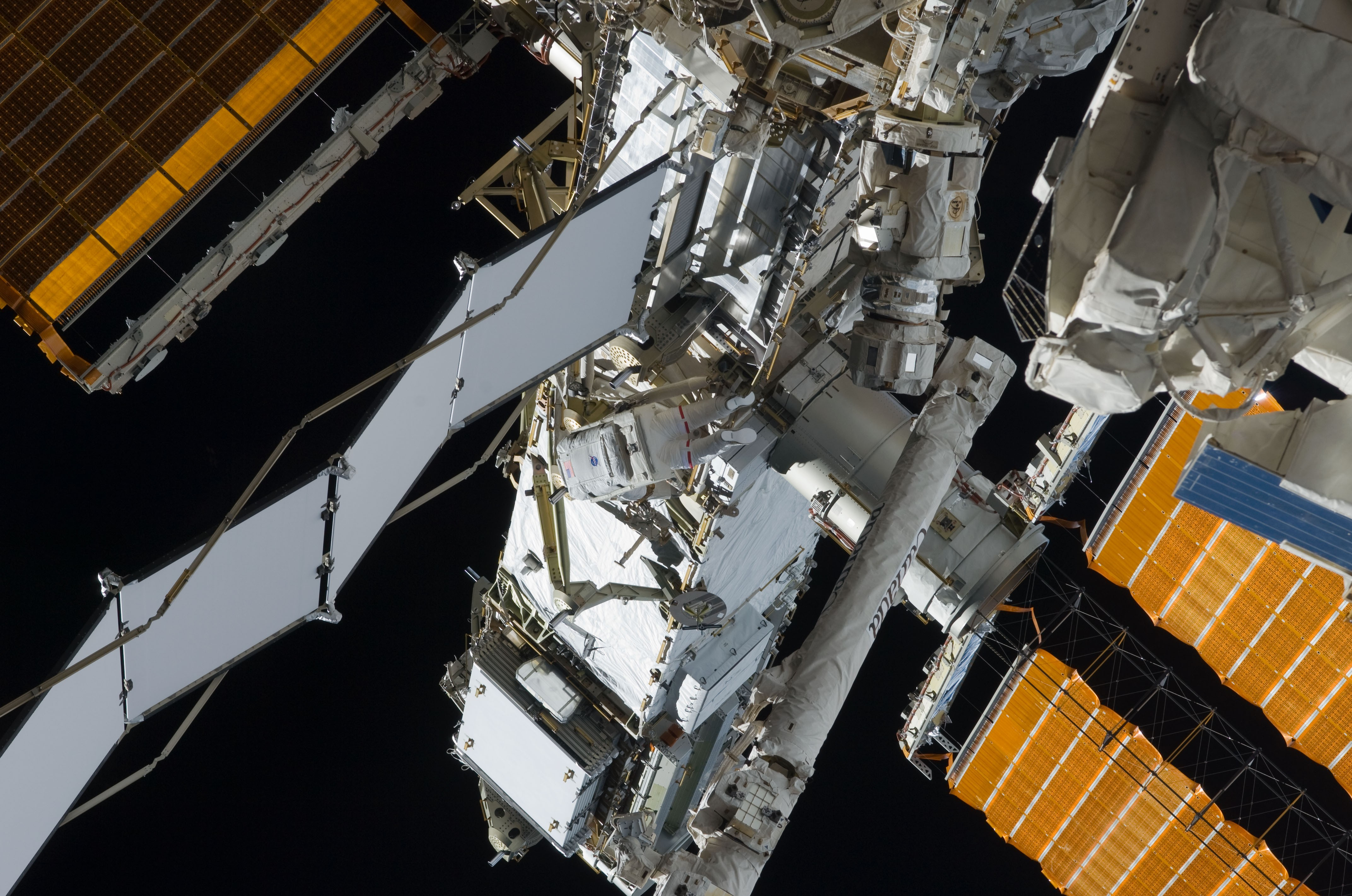
Steve Swanson en plein travail lors de l'EVA 1
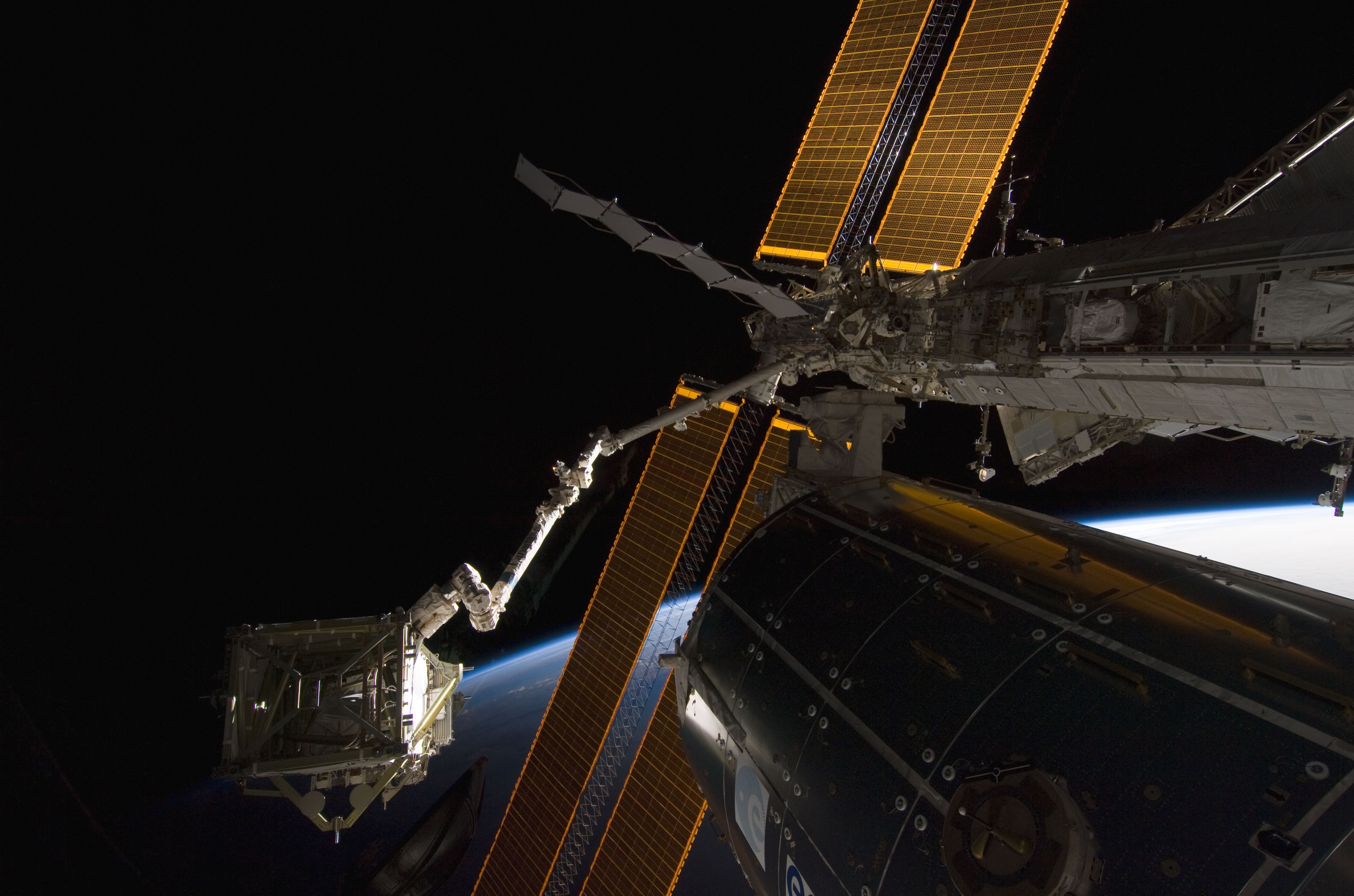
S6 en attente au bout du bras robotique de la station